# Ternstroemia asymmetrica
Ternstroemia asymmetrica là một loài thực vật có hoa trong họ Pentaphylacaceae. Loài này được Rusby miêu tả khoa học đầu tiên năm 1907.